# Palacio de La Circasiana
El Palacio de La Circasiana, también conocido como Quinta La Circasiana, o Palacio Jijón-Caamaño, es una antigua mansión tipo villa paladiana ubicada en el norte de la ciudad de Quito y perteneciente a una importante familia aristocrática ecuatoriana, la familia Jijón y Caamaño. El palacio, sus jardines y edificaciones complementarias son actualmente de propiedad pública, y ocupa una manzana en la intersección de las avenidas Colón y 10 de Agosto, en el centro-norte de la ciudad.
Durante décadas fue residencia de la familia Jijón-Caamaño y Flores, Condes de Casa Jijón y de notoria militancia política conservadora. Destaca por ser uno de los palacios más opulentos de la ciudad, tanto por sus características arquitectónicas monumentales como por las obras de arte que albergaba, así como por su biblioteca (ahora el archivo metropolitano de historia de Quito) y museo arqueológico. Fue un importante centro político y cultural de prominentes figuras de la derecha y la Iglesia católica ecuatoriana.
El Palacio se levantó en el sector de La Mariscal, que desde fines del siglo XIX fue una importante zona residencial de familias acomodadas de Quito, que abandonaron aceleradamente el Centro Histórico para residir en las afueras, hacia el norte, de la ciudad. La mayoría de mansiones del sector han sido derrocadas, por lo que La Circasiana y el cercano Palacio de Najas, sede de la Cancillería ecuatoriana, son los mejores ejemplos que se conservan de la arquitectura monumental de la aristocracia quiteña de principios del siglo XX.
Tras la muerte de sus propietarios, fue vendido al Municipio del Distrito Metropolitano de Quito. En la actualidad, el Palacio es la sede nacional del Instituto de Patrimonio Cultural del Ecuador y del Archivo Histórico de la Ciudad de Quito.

## Historia
Construida como una quinta en las afueras de la capital a fines del siglo XIX, el palacio se convirtió en la principal mansión de la familia del historiador conservador Jacinto Jijón y Caamaño hasta fines del siglo XX, cuando pasó a manos del Cabildo por donación.

### Construcción y nombre

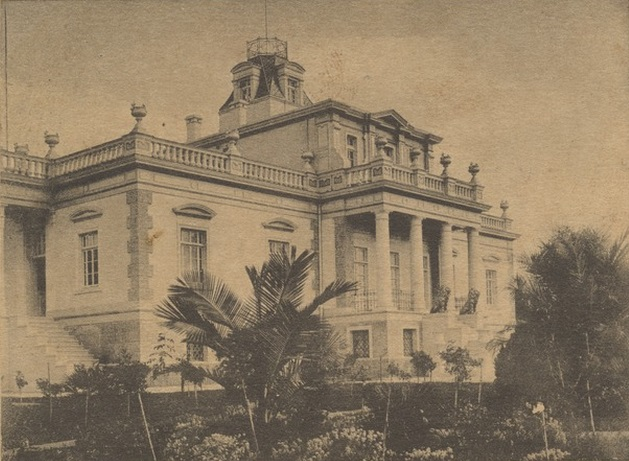
La fachada este en 1910.

La edificación del palacio inició a finales del siglo XIX por iniciativa de Manuel Jijón y Larrea, padre del historiador, arqueólogo y político Jacinto Jijón y Caamaño, padre a su vez de Manuel Jijón-Caamaño y Flores, y éste de Jacinto Jijón-Caamaño Barba; estos últimos segundo y tercer condes de Casa Jijón respectivamente. Se construyó en los terrenos adquiridos por los Jijón a la comunidad indígena de Santa Clara de San Millán en la década de 1890. Muchos datos señalan como año del inicio de la obra a 1893, aunque no tiene una fecha oficial.
Una vez culminada, la flamante quinta de estilo francés fue bautizada como "La Circasiana" por sugerencia de la madre de Jacinto Jijón, quien sugirió dicho nombre para hacer alusión a la región de Circasia, en la Rusia trans-caucásica, de donde se decía que venían las mujeres más bellas del mundo, tan bellas como ella aseguraba que era el palacio.
La quinta original tenía dos niveles y un marcado estilo Bellas Artes de fines del siglo XIX, con una mansarda de remate, cubierta con tejas de latón, siendo su fachada principal hacia la actual avenida 10 de Agosto. En el interior tenía varios salones, y una escalinata permitía el acceso al segundo piso, en donde se encontraba el dormitorio de los Jijón y un oratorio consagrado a la Virgen. Junto a la quinta, en un edificio anexo, se encontraba la biblioteca de Jacinto Jijón, a la que se accedía por un pasadizo secreto.
El Salón principal, al que se accedía por medio de una escalinata flanqueada por dos leones de bronce que miraban hacia un amplio jardín, estaba decorado con una chimenea de mármol y varias obras de arte. En las paredes de la parte más antigua del palacio pueden verse hasta hoy los escudos nobiliarios de los Jijón y sus parientes, aunque no fue hasta 1953 que lograron que su título les fuera nuevamente reconocido por España.

### Ampliación de 1920

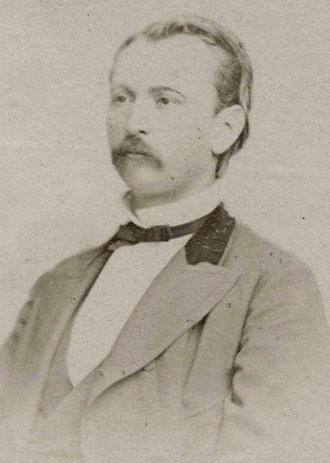
Francisco Schmidt, el arquitecto a cargo de la obra.

A partir de 1920 los Jijón deciden ampliar la quinta original, y para ello contratan al arquitecto alemán Francisco Schmidt, quien también dirigió varias obras de estilo neoclásico monumental en el Centro Histórico de la ciudad, así como varias mansiones y edificios públicos. Esta segunda etapa constructiva tomó 21 años. Las ampliaciones y readecuaciones lograron dos salones sociales (el de Los Escudos y el del Artesonado) y la segunda planta del palacio.
A la Quinta original se le adosó uno de los primeros edificios de hormigón armado construidos en Quito, construyendo un palacio neorrenacentista de planta rectangular con un patio interior. Hacia el costado oriental se colocó la nueva entrada principal, con una amplia escalinata decorada con cuatro estatuas de mármol que representan las cuatro estaciones. La intensa actividad política de Jijón Caamaño, quien defendió las tesis del conservadurismo tradicional, hizo que La Circasiana se convirtiese en sede de reuniones políticas de los conservadores.
Un arco de piedra tallada con la escena conocida como La Despedida de los Centauros, e inspirado en los arcos de triunfo de la antigüedad, fue colocado en el acceso principal. La monumental portada del palacio hoy es llamada Puerta de La Circasiana, y se encuentra en el parque de El Ejido.
Otras familias aristocráticas de Quito construyeron palacios similares en el Centro Histórico, como el Palacio Gangotena (actual hotel Casa Gangotena) o el Palacio Landázuri, pero La Circasiana era el único edificio de tales dimensiones en las afueras de la ciudad. Pocas cuadras al sur, sobre la misma 10 de Agosto, se encuentra el Palacio de Najas, construido en estilo Bellas Artes.

### Últimos años como residencia condal

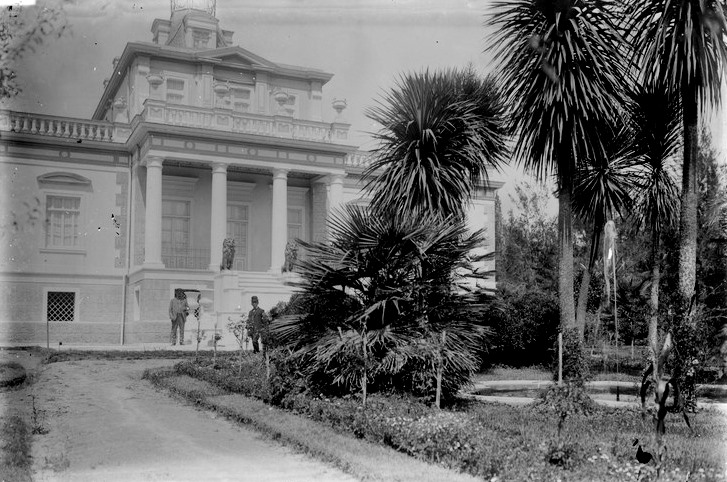
La fachada este en 1920.

En el palacio vivió hasta su muerte Jacinto Jijón y Caamaño (1950), y también su viuda y su hijo Manuel. Tenían varios sirvientes que vivían en la primera planta del edificio, mientras que la familia ocupaba la planta noble, siguiendo el esquema de los palacios renacentistas. En La Circasiana y su casa anexa funcionó un museo privado, en donde Jijón conservó varios de sus hallazgos arqueológicos y parte de su herencia de arte colonial.
Tras la muerte de la viuda Jijón Caamaño, María Luisa Flores, el palacio quedó abandonado y su único heredero decidió venderlo. Manuel Jijón construyó su propio palacete en el costado oriental de la manzana, con acceso por la calle Versalles. El palacete de Manuel Jijón también está decorado con escudos nobiliarios y se le separó de los terrenos de La Circasiana por una pared. Otra casa también fue construida por los Jijón en la mitad oriental de la manzana, separada del palacete de Manuel Jijón.
Manuel Jijón logró la rehabilitación del título de Conde de Casa Jijón a favor de su familia en 1953, por parte del dictador español Francisco Franco. Dicho título ha pasado a su hijo Jacinto, pero por haber sido abolidos en la República del Ecuador los títulos nobiliarios desde 1824, no significa privilegio alguno. Manuel Jijón-Caamaño Flores murió en Quito en 2003 y su palacete fue vendido, por lo que actualmente es propiedad privada y se encuentra arrendado al Consulado de Malta. Por ello, en la actualidad en la manzana que fue de la familia Jijón hay tres lotes: dos de propiedad privada y el que contiene el Palacio y el parque de propiedad pública.

### Venta al Municipio

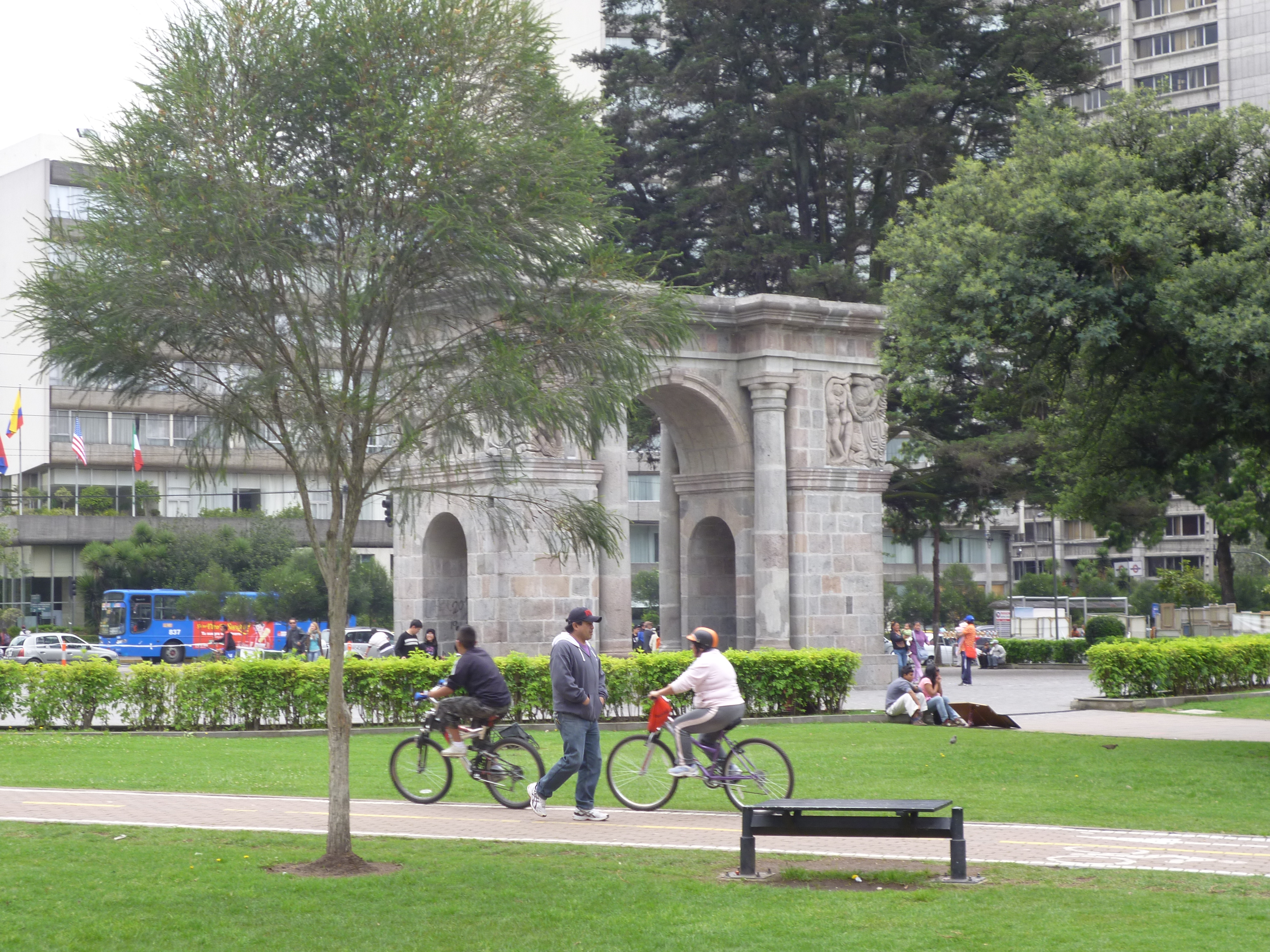
Puerta de La Circasiana, en el parque El Ejido.

Las donaciones de los condes de Casa Jijón a la ciudad iniciaron con la monumental puerta de piedra tallada que servía de entrada a los jardines del palacio, conocida como Puerta de La Circasiana, que fue trasladada pieza por pieza al parque de El Ejido, donde se yergue hasta el día de hoy como monumento de remate de la avenida más importante de la ciudad: la avenida Río Amazonas.
Manuel Jijón decidió vender el inmueble al Municipio de Quito en el año 1992; en parte debido a la gran cantidad de dinero que representaba su mantenimiento, y en parte a que tras la muerte de su madre su familia ya no residía en el Palacio. Los Jijón poseen hasta la actualidad la casa de la hacienda Chillo Jijón, en el Valle de Los Chillos, donde trasladaron la mayor parte de las obras de arte y antigüedades que había en el Palacio. Actualmente, la Hacienda de Chillo-Jijón funciona como un hotel boutique y su capilla se alquila para bodas El aspecto interior de los salones y alcobas de dicha hacienda nos da una idea del pasado esplendor de La Circasiana.
Tras comprarlo a Manuel Jijón, el Municipio entregó el palacio en comodato al Instituto Nacional de Patrimonio Cultural (INPC), el mismo que se encargó de su exhaustiva recuperación para después ocuparlo con sus oficinas, salas de exposición y biblioteca. Fue abierta al público el 12 de julio de 2018, con una propuesta museográfica que, de la historia constructiva y decorativa del inmueble palaciego, recorre la vida de sus propietarios y de la ciudad de inicios del siglo XX.

## Arquitectura

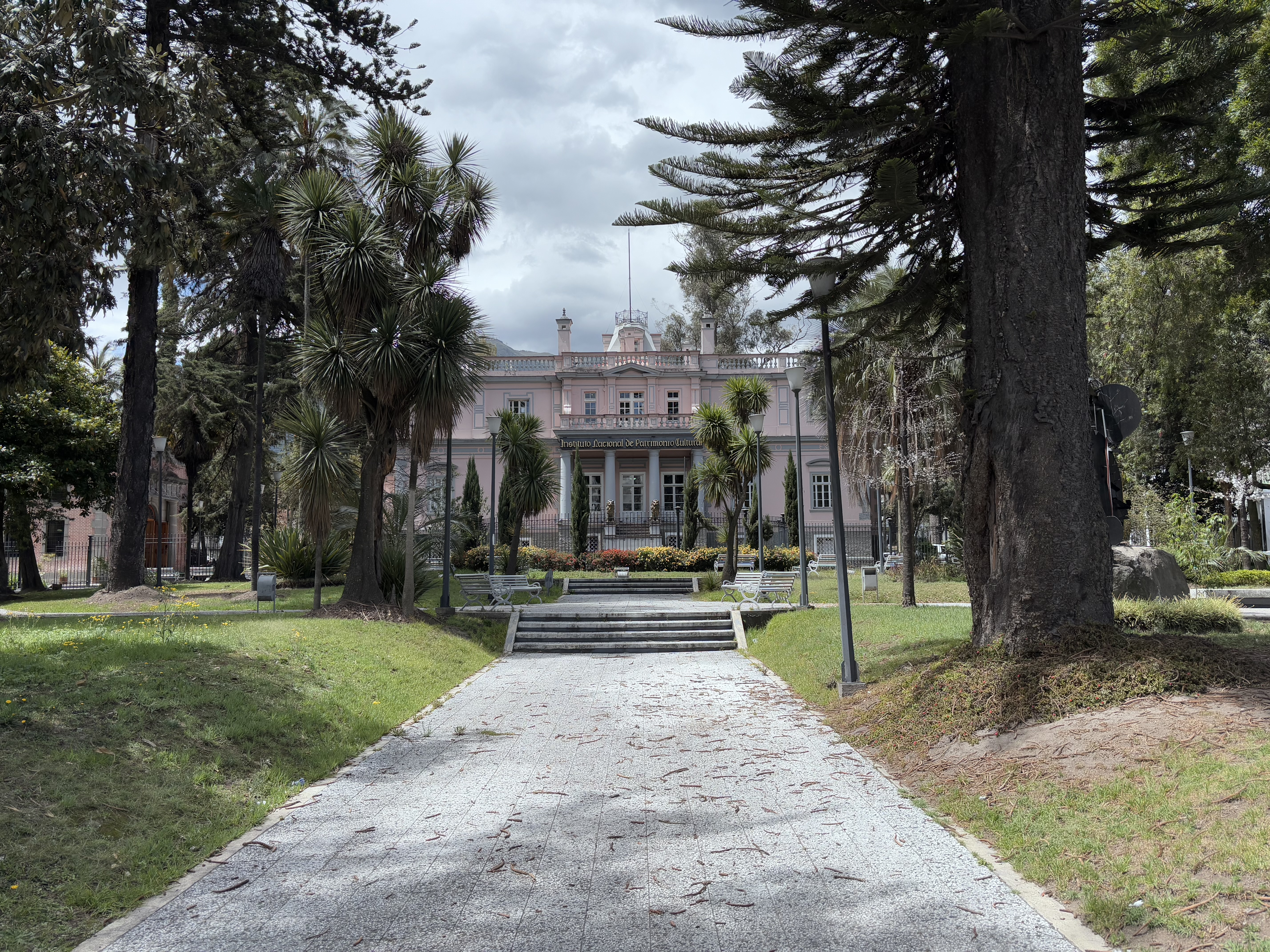
Fachada oriental.

El Palacio Jijón-Caamaño, que cuenta con una superficie aproximada de 3.000 metros cuadrados, responde al modelo topológico de las villas europeas; especialmente de aquellas construidas en la campiña italiana durante el Renacimiento. Por lo tanto, se trata de una réplica aproximada de dichas villas, pudiendo concluir que, por ende, se trata de un estilo neo-renacentista. Esto se confirma al observar la distribución del edificio, con un piso principal colocado sobre la planta baja, al que se accede por medio de escalinatas y de un segundo piso sobre este. Así mismo, por sus portadas con columnas dóricas, de aspecto claramente neoclásico. En la fachada norte es posible apreciar las armas de la familia Jijón, talladas en piedra, así como una estatua del Cristo Redentor.
La estructura misma de La Circasiana alberga una riqueza artística y patrimonial invaluables para el país. En cada habitación, por ejemplo, sobresalen especialmente los techos de madera, latón francés repujado o yeso que han sido finamente tallados y pintados. Las espectaculares escaleras de mármol, los frescos pintados en las paredes por los afamados Joaquín Pinto y Juan Manosalvas, y las tradicionales ventanas de estilo republicano son parte también de esta amalgama de piezas de inmensa belleza que se funden para dar forma al palacio.

### Salones
Los dos grandes salones del palacio, como el de Los Escudos, cuyo artesonado contiene los escudos nobiliarios de los distintos entronques de la familia Jijón, y el llamado Salón de Honor o del Artesonado, fueron respectivamente, el comedor y la sala principal de la mansión. Los salones tienen doble altura como en los palacios europeos. Durante la ampliación de la quinta original (que tenía dos pisos) al Palacio actual, se diseñó un patio interior. Este patio tenía una piscina, que fue de las primeras con agua caliente en la ciudad, así como una escalinata que conectaba con un gimnasio instalado en la planta alta.
El área social del palacio tenía su propio acceso hacia el lado occidental de la casa, con un gran vestíbulo que permitía pasar al Salón de Honor o al Salón de los Escudos. En el vestíbulo hay una gran chimenea de piedra y portadas con frontones neoclásicos dan acceso a los salones.
El área privada del edificio, en cambio, se ubicaba sobre el costado oriental, en las habitaciones de la quinta construida a fines del siglo XIX. Jacinto Jijón y su esposa vivían en los dormitorios principales del ala antigua, mientras su único hijo, Manuel, tenía un amplio dormitorio en el costado norte de la mansión. Cuando Manuel Jijón se casó, pasó a vivir en el tercer piso del Palacio, en un pequeño apartamento. La alcoba principal de los Jijón contenía un oratorio, y estaba conectada por un pasadizo con una casa adjunta, al estilo de los castillos europeos.
Los criados vivían en la primera planta, en donde había habitaciones y se encontraban bodegas y cocinas. Un ascensor permitía subir la comida desde la cocina hasta el Salón de los Escudos.

### Exteriores
En los exteriores, rodeados por bellos jardines llenos de flores y salpicados de fuentes de agua, se pueden encontrar varios conjuntos escultóricos. Entre estos destaca una serie de esculturas en mármol denominadas Las 4 Estaciones, que se encuentran flanqueando el acceso occidental y dan la bienvenida a los visitantes. Además existen dos leones tallados en piedra y cubiertos de bronce, y seis caballos de factura fantástica realizados por el artista ecuatoriano Gonzalo Endara Crow; aunque estas últimas sean una adhesión moderna.

#### Biblioteca
Emplazada en el costado sur de los jardines se encuentra una casa de dos pisos anexa al palacio; esta data del año 1940 y fue la biblioteca y estudio privado de Jacinto Jijón y Caamaño. En la actualidad esta construcción alberga el Archivo Histórico de Quito y la oficina del Cronista de la ciudad. Más de once mil libros que recogen la historia de la urbe franciscana desde su fundación son celosamente guardados en este lugar.
Una pintura de Federico González Suárez domina el distribuidor de doble altura, en ese lugar antes se encontraba un retrato de Jacinto Jijón y Caamaño. Los estrechos pasadizos que se ubican en los cuatro costados del distribuidor principal están flanqueados por estanterías de fina madera lacada, en las que se guardan los más antiguos documentos.
Aquí se encuentran, entre otras reliquias, el primer libro de actas de la ciudad, que incluye la original de su fundación firmada por Sebastián de Benalcázar. También se pueden encontrar los documentos en los que se le da a Quito la categoría de ciudad y sus propias armas heráldicas. Otro documento histórico importante que guarda la biblioteca del Palacio es una réplica de la primera constitución del Ecuador (1830), en metal y bronce repujado.

## Restauración y problemas actuales
Aunque a simple vista el Palacio parece estar correctamente mantenido, y los visitantes pueden apreciar una colección de piezas rescatadas por el Instituto de Patrimonio Cultural y a los restauradores haciendo su meticuloso trabajo en obras de arte, la realidad para los entendidos es otra.
La Circasiana sufre un grave deterioro por efectos del tiempo, pero también como resultado de un proyecto de restauración inacabado, el cual en 2001 dejó a medio terminar los trabajos de levantamiento de pisos, reposición de techos, refacción de paredes, entre otros. Sin embargo, a partir de 2008 el Fondo de Salvamento del municipio de Quito (FONSAL) se hizo cargo de la obra y pretende tenerla lista hasta finales de 2009. Se intenta rescatar la pintura mural que decora muchas de las habitaciones. Una cubierta de vidrio fue colocada sobre el techado acristalado original en la zona de la piscina, debido a que producía filtraciones.
Lamentablemente, el Palacio de la Circasiana se ha convertido en un edificio de oficinas, por lo que muchos de sus espacios como el Salón de Honor y los dormitorios de la familia Jijón han sido amoblados con escritorios y divisiones modulares, con lo que se han hecho instalaciones eléctricas y sanitarias ajenas al uso original. Inclusive, la piscina fue rellenada para convertir el patio interior en una galería de exposiciones, propósito que no se ha cumplido.
El antiguo dormitorio de Manuel Jirón Flores, con su rico artesonado, es actualmente la oficina administrativa financiera.El Salón de los Escudos es utilizado como un auditorio mientras que el Salón de Honor se encuentra vacío. En la planta baja, donde se encontraban las habitaciones de la servidumbre funcionan distintas dependencias del Instituto de Patrimonio.
La última adición que se hizo es una especie de galpón en donde se ha instalado el comedor de los funcionarios, colocado en lo que alguna vez fue el jardín de los Jirón. Los intentos de la Cancillería ecuatoriana de convertir el palacio en una residencia de huéspedes ilustres e inclusive una residencia presidencial fracasaron cuando el edificio fue entregado al Instituto de Patrimonio Cultural.